# Doxocopa anaemica
Doxocopa anaemica är en fjärilsart som beskrevs av Foetterle 1902. Doxocopa anaemica ingår i släktet Doxocopa och familjen praktfjärilar. Inga underarter finns listade i Catalogue of Life.